# Альбер Ґрізар (яхтсмен)
Альбер Ґрізар (26 вересня 1870 — 15 жовтня 1930) — бельгійський яхтсмен.
Бронзовий призер Олімпійських Ігор 1920 року в класі 8 метрів.